# World Policy Journal
World Policy Journal est un magazine américain publié par Duke University Press. Centré sur les relations internationales, il contient principalement des essais de politiques, mais aussi des critiques de livres, des entrevues et des essais historiques. 